# Elisabeth
Elisabeth ist ein weiblicher Vorname.

## Herkunft und Bedeutung
Beim Namen Elisabeth handelt es sich um die gräzisierte Variante des hebräischen Namens אֱלִישֶׁבַע ʾælischæwaʿ.
Der Name setzt sich aus dem theophoren Element אֵל ʾēl „Gott“ und dem Prädikatsnomen שֶׁבַע schæwaʿ „Glück“, „Vollkommenheit“, „Segensfülle“ zusammen. Beim י -i- handelt es sich vermutlich um einen Bindevokal und nicht um das Suffix der 1. Person Singular. Der Name bedeutet also „[M]ein Gott ist Glück“, „[M]ein Gott ist Vollkommenheit“, „[M]ein Gott ist Segensfülle“.
Der in Ex 6,23  vorkommende Name אֱלִישֶׁבַע ʾælischæwaʿ (deutsch: Elischeba) wird in der Septuaginta mit Ἐλισαβεθ Elisabeth wiedergegeben. Im Neuen Testament taucht der Name in der Schreibweise Ἐλισάβετ Elisábet auf (Lk 1,5  u. ö.).

## Verbreitung
Der Name Elisabeth gehörte bis in die 1920er Jahre hinein zu den beliebtesten Mädchennamen Deutschlands, danach sank die Beliebtheit. Seit den 1970er Jahren wird der Name relativ selten vergeben, wobei seine Popularität in den 2010er Jahren wieder langsam stieg.
Im Jahr 2021 belegte Elisabeth Rang 91 der beliebtesten Mädchennamen in Deutschland. Besonders beliebt ist der Name in Bayern.

## Varianten

### Langformen
- Armenisch: Զաբել Zabel
- Bulgarisch: Елисавета Elisaveta, Елизабет Elizabet
- Dänisch: Elisabeth, Isabella, Elisabet
- Deutsch: Elisabeth, Isabell, Isabel, Isabelle, Isabella
- Englisch: Elizabeth, Elsabeth, Elyzabeth
  - Irisch: Eilís, Eilish, Isibéal, Sibéal
  - Manx: Ealisaid
  - Schottisch: Elspet, Elspeth, Ishbel, Isobel
  - Schottisch-Gälisch: Ealasaid, Iseabail
- Estnisch: Eliisabet
- Finnisch: Elisabet, Isabella
- Französisch: Élisabeth, Isabel, Isabelle, Isabeau
  - Okzitanisch: Isabèl
- Georgisch: ელისაბედ Elisabed
- Griechisch: Ελισάβετ Elisávet
  - LXX: Ἐλισαβεθ Elisabeth
  - NT: Ἐλισάβετ Elisábet
- Hawaiianisch: Elikapeka
- Hebräisch: אֱלִישֶׁבַע ʾælischæwaʿ
- Isländisch: Elísabet, Ísabella
- Italienisch: Elisabetta, Isabella
- Kroatisch: Elizabeta
- Lettisch: Elizabete
- Litauisch: Elžbieta
- Mazedonisch: Елисавета Elisaveta
- Niederländisch: Elisabeth, Isabeau, Isabel, Isabella, Isabelle
- Norwegisch: Isabella, Elisabet
- Polnisch: Elżbieta, Izabela, Izabella
- Portugiesisch: Isabel, Elisabete, Elizabete, Isabela
  - Brasilien: Izabel
  - Galicisch: Sabela
- Rumänisch: Elisabeta, Isabela, Isabella
- Russisch: Елизавета Elizaveta, Jelizaveta
- Schwedisch: Elisabet, Isabella
- Serbisch: Јелисавета Jelisaveta
- Slowakisch: Alžbeta
- Slowenisch: Elizabeta
- Spanisch: Isabel, Ysabel, Elisabet, Isabela
  - Baskisch: Elixabete
  - Katalanisch: Elisabet
- Tschechisch: Alžběta
- Ukrainisch: Єлизавета Yelyzaveta, Єлисавета Yelysaveta
- Ungarisch: Elizabet, Erzsébet, Izabella

### Kurzformen
- Dänisch: Elise, Ella, Else, Lilli, Lilly, Lis, Lisa, Lisbet, Lisbeth, Lise, Liss, Lissi
- Deutsch: Babette, Bettina, Elisa, Elise, Ella, Elli, Elsa, Elsabe, Elsbeth, Else, Ilsa, Ilse, Isa, Liese, Liesel, Liesl, Lili, Lilli, Lisa, Lisbeth, Sabeth
  - Friesisch: Beele, Bet, Elske, Lys, Telse, Telsa
- Englisch: Bess, Beth, Betsy, Bettie, Buffy, Eliza, Ella, Elle, Ellie, Elsie, Elyse, Leanna, Liana, Lilian, Liliana, Lilianna, Lilibet, Lilibeth, Lillia, Lillian, Lilliana, Lillie, Lisa, Liz, Liza, Lizbeth, Lizette, Lizzie
  - Schottisch-Gälisch: Lilias, Lillias, Lileas, Beileag
  - Walisisch: Bethan
  - Mittelalterlich: Ibb
- Estnisch: Elo, Liis, Liisa, Liisi, Liisu
- Finnisch: Eliisa, Elisa, Elise, Ella, Elsa, Iisa, Liisa, Liisi
- Französisch: Babette, Élise, Lili, Liliane, Lilianne, Liliette, Lise, Lisette
- Georgisch: ელისო Eliso, ელიზა Eliza, ლიანა Liana, ლიზა Liza
- Italienisch: Bettina, Elisa, Elsa, Isa, Liana, Liliana, Lisa
- Isländisch: Elsa
- Kroatisch: Ela
- Lettisch: Elīza
- Litauisch: Elzė
- Mazedonisch: Бети Beti, Вета Veta
- Niederländisch: Babette, Betje, Elise, Elly, Els, Else, Elsje, Ilse, Isa, Lies, Liesbeth, Liese, Liesje, Lijsbeth, Lisa, Lize
  - Limburgisch: Bet, Betje
- Norwegisch: Elise, Ella, Else, Lilly, Lisa, Lisbet, Lisbeth, Lise, Liss
- Polnisch: Ela, Eliza, Iza, Liliana, Lilianna
- Portugiesisch: Elisa, Liana, Liliana
  - Brasilien: Eliza, Izabel, Lílian
- Rumänisch: Eliza, Liana, Liliana
- Russisch: Лизавета Lizaveta, Лиза Liza
- Schwedisch: Elise, Ella, Elsa, Elsie, Lilly, Lis, Lisa, Lisbet, Lisbeth, Lise
- Serbisch: Ела Ela, Јела Jela, Јелица Jelica
- Slowakisch: Eliška
- Slowenisch: Ela, Špela
- Spanisch: Isa, Elisa, Liliana
- Tschechisch: Eliška, Liliana
- Ungarisch: Bettina, Bözsi, Eliza, Erzsi, Lili, Liliána, Lilien, Zsóka

## Namenstage
- 4. Januar: nach Elisabeth Anna Bayley Seton
- 20. Januar: nach Elisabeth von Füssenich
- 22. Januar: nach Elisabeth von Österreich
- 5. Februar: nach Elisabeth von Wertheim
- 22. Februar: nach Isabella von Frankreich
- 28. Februar: nach Elisabeth von Pommern
- 3. April: nach Elisabeth Koch
- 18. und 19. Juni: nach Elisabeth von Schönau
- 4. Juli: nach Elisabeth von Portugal
- 23. September: nach Elisabeth (Mutter des Täufers)
- 5. November: nach Elisabeth und Zacharias
- 19. November: nach Elisabeth von Thüringen
- 25. November: nach Elisabeth von Reute
- 26. November: nach Anna-Elisabeth Gottrau

## Bekannte Namensträger
Im Alten Testament ist eine Elischeba die Frau des Aaron und damit Stammmutter des Priestergeschlechts (2 Mos 6,23 ).
Am Anfang des Evangeliums nach Lukas ist – in gräzisierter Form – Elisabet die Frau des Priesters Zacharias und die Mutter Johannes des Täufers (Lk 1 ).

### Heilige und Selige mit dem Namen Elisabeth
Heilige Elisabeth:
- Elisabet, die Mutter Johannes des Täufers
- Elisabeth von Schönau (1129–1164), Benediktinerin in Schönau
- Elisabeth von Thüringen (1207–1231), Landgräfin von Thüringen, genannt auch Elisabeth von Ungarn
- Elisabeth von Portugal (1271–1336), Königin von Portugal
- Elisabeth Anna Bayley Seton (1774–1821), Ordensgründerin der Sisters of Charity
- Elisabeth von Hessen-Darmstadt (1864–1918), Märtyrerin, deutsche Prinzessin, Gemahlin des Sergei A. Romanow

Selige Elisabeth:
- Élisabeth Catez, Elisabeth von der Dreifaltigkeit (1880–1906), Karmelitin und Mystikerin

### Adlige namens Elisabeth
Überblick (Begriffsklärungen mehrerer Personen):
- Elisabeth von Bayern
- Elisabeth von Brandenburg
- Elisabeth von Braunschweig
- Elisabeth von England
- Isabelle (Elisabeth) von Frankreich
- Elisabeth von Hanau
- Elisabeth von Hessen
- Isabella (Elisabeth) von Kastilien
- Elisabeth (Isabella) von Österreich/Habsburg/Austria
- Elisabeth von Savoyen
- Isabella (Elisabeth) von Spanien
- Elizabeth Tudor
- Elisabeth von Ungarn
- Elizabeth of York

#### Kaiserinnen und Königinnen
- Isabella von England (1214–1241), Kaiserin des Hl. Römischen Reiches, Gattin von Friedrich II.
- Elisabeth von Braunschweig (HRR) (1230–1266), römisch-deutsche Königin, Ehefrau des Wilhelm von Holland
- Elisabeth von Kärnten, Görz und Tirol (1262–1313), Königin des Hl. Römischen Reichs, Herzogin von Österreich und der Steiermark, Gattin von Albrecht I.
- Hl. Elisabeth von Aragón, Isabel (1271–1325), Königin von Portugal
- Elisabeth Richza von Polen (1286/88–1335), Königin von Böhmen und Polen, Gattin von Wenzel II. und Rudolf I.
- Viola Elisabeth von Teschen (1290–1317), Königin von Ungarn und Böhmen, Ehefrau des Premysliden Wenzel III.
- Elisabeth von Böhmen (1292–1330), Königin von Böhmen, Ehefrau des Johann von Luxemburg
- Elisabeth von Aragón, Isabel (1300/2–1330), Königin des Hl. Römischen Reichs, Herzogin von Österreich und Steiermark, Gemahlin Friedrich des Schönen
- Elisabeth von Polen, Elżbieta Łokietkówna (1305–1380), Königin von Ungarn, Kroatien und Dalmatien, Regentin von Polen, Gattin von Karl I. Robert
- Elisabeth von Pommern (um 1345–1393), Kaiserin des Hl. Römischen Reiches, Ehefrau von Karl IV.
- Isabeau (1370–1435), Königin von Frankreich
- Elisabeth von Luxemburg (1409–1442), Kaiserin der Hl. Römischen Reiches, Königin in Böhmen, Ehefrau von Albrecht II.
- Elisabeth von Habsburg (1437–1505), Königin von Polen, Gattin von Kasimir IV. Jagiełło
- Elizabeth of York (Königin) (1466–1503), Königin von England, Ehefrau von König Heinrich VII.
- Elisabeth von Spanien von Aragón und Kastilien und Trastámara (1470–1498), Königin von Portugal, Ehefrau von Manuel I.
- Isabella von Österreich (1501–1526), Königin von Dänemark und Norwegen, Gattin von Christian II.
- Elisabeth von Österreich (1526–1545), Königin von Polen, Ehefrau von Sigismund II. August
- Elisabeth I. von England (1533–1603), Königin von England
- Elisabeth von Valois (1545–1568), Königin von Spanien, Ehefrau von Philipp II.
- Elisabeth von Österreich (1554–1592), Königin von Frankreich, Gattin Karls IX.
- Elisabeth Stuart (1596–1662), Königin von Böhmen, Gattin des Winterkönigs Friedrich V.
- Élisabeth de Bourbon (1602–1644), Königin von Spanien und Portugal, Ehefrau von Philipp IV.
- Elisabeth Christine von Braunschweig-Wolfenbüttel (1691–1750), Kaiserin des Hl. Römischen Reiches, Ehefrau von Karl VI.
- Elisabeth (Russland) (1709–1762), Zarin von Russland
- Elisabeth Christine von Braunschweig-Wolfenbüttel-Bevern (1715–1797), Königin von Preußen, Ehefrau von Friedrich II.
- Elisabeth Ludovika von Bayern (1801–1873), Königin von Preußen, Gemahlin Friedrich Wilhelms IV.
- Elisabeth von Österreich-Ungarn, bekannt als „Sisi“ (1837–1898), Kaiserin von Österreich, Königin von Ungarn, Gattin von Franz Joseph I.
- Elisabeth zu Wied, Carmen Sylva (1843–1916), Königin von Rumänien, Ehefrau von Karl I.
- Elisabeth Gabriele in Bayern (1876–1965), Königin von Belgien, Ehefrau von Albert I.
- Elisabeth von Rumänien (1894–1956), Königin des Hellenen (Griechenland), Frau von Georg II.
- Elizabeth Bowes-Lyon, bekannt als „Queen Mum“ (1900–2002), Königin des Vereinigten Königreichs
- Elisabeth II. von Großbritannien (1926–2022), Königin des Vereinigten Königreichs und Staatsoberhaupt etlicher Commonwealth Realms

#### Weitere Regentinnen und Regentengemahlinnen
- Elisabeth von Kiew (1025–nach 1066), Prinzessin der Kiewer Rus und die Ehefrau des norwegischen Königs Harald Hardråde
- Hl. Elisabeth von Thüringen (1207–1231), Landgräfin von Thüringen
- Elisabeth von Habsburg (1285–1352), Herzogin von Lothringen, Gemahlin Friedrich IV.
- Elisabeth von Virneburg (um 1303–1343), Herzogin von Österreich, Gattin Heinrich des Fröhlichen
- Elisabeth von Niederbayern (um 1305–1330), die erste Gattin Ottos des Fröhlichen
- Elisabeth von Niederbayern (um 1305–1330), Herzogin von Österreich, Steiermark und Kärnten, Gemahlin Otto des Fröhlichen
- Elisabeth von Namur (um 1330–1382), durch Heirat Kurfürstin von der Pfalz
- Elisabeth (Sponheim-Kreuznach) (1365–1417), die letzte Gräfin der vorderen Grafschaft Sponheim und Gräfin von Vianden
- Elisabeth von Kleve (um 1378–nach 1439), Herzogin von Bayern-Ingolstadt, Ehefrau Stephan III.
- Elisabeth von Lothringen (um 1395–1456), Regentin von Nassau-Saarbrücken, Wegbereiterin des deutschen Prosaromans
- Elisabeth von Brandenburg (1403–1449), durch Heirat Herzogin von Liegnitz und Herzogin von Teschen
- Elisabeth von Brandenburg (1425–1465), durch Heirat Herzogin von Pommern
- Isabelle de Bourbon (1437–1465), Herzogin von Burgund, Ehefrau Karls des Kühnen
- Elisabeth von Dänemark, Norwegen und Schweden (1485–1555), Kurfürstin von Brandenburg, Gattin Joachim I.
- Elisabeth von Brandenburg-Ansbach-Kulmbach (1494–1518), durch Heirat Markgräfin von Baden
- Elisabeth von Hessen (1503–1563), durch Heirat nacheinander Herzogin von Zweibrücken und Pfalzgräfin von Simmern
- Elisabeth von Brandenburg (1510–1558), Markgräfin von Brandenburg, Herzogin zu Braunschweig-Lüneburg u. a.
- Elisabeth von Hessen (1539–1582), durch Heirat Kurfürstin von der Pfalz
- Elisabeth von Schweden (1549–1597), durch Heirat Herzogin von Mecklenburg
- Elisabeth von Anhalt (1563–1607)-Zerbst, Kurfürstin von Brandenburg Johann, Gemahlin Johann Georgs
- Isabella Clara Eugenia von Spanien und Portugal, Isabel de Austria y Valois (1566–1633), Statthalterin der Niederlande, Gattin Albrecht VII.
- Elisabeth von Schleswig-Holstein-Sonderburg (1580–1653), Herzogin von Stettin-Pommern
- Elisabeth von Hessen-Kassel (1596–1625) (1596–1625), durch Heirat Herzogin zu Mecklenburg
- Elisabeth Marie von Münsterberg-Oels (1625–1686), Herzogin von Münsterberg von Oels
- Elisabeth Amalie von Hessen-Darmstadt (1635–1709), durch Heirat Herzogin von Neuburg und Jülich-Berg sowie Kurfürstin von der Pfalz
- Elisabeth Charlotte von der Pfalz (1652–1722), Herzogin von Orléans, Gemahlin Philipp I., siehe Lieselotte von der Pfalz
- Elisabeth Sophie Marie von Schleswig-Holstein-Norburg (1683–1767), durch Heirat Herzogin zu Schleswig-Holstein-Plön und Herzogin zu Braunschweig-Wolfenbüttel
- Elisabeth Dorothea von Hessen-Darmstadt (1676–1721), durch Heirat Landgräfin von Hessen-Homburg
- Elisabeth von Großbritannien, Irland und Hannover (1770–1840), Landgräfin von Hessen-Homburg, Ehefrau Friedrich VI.
- Elisabeth von Anhalt (1857–1933), Großherzogin von Mecklenburg-Strelitz, Gemahlin Adolf Friedrichs
- Elisabeth von Hessen-Darmstadt (1864–1918), durch Heirat mit Großfürst Sergei Alexandrowitsch Mitglied der kaiserlichen Familie von Russland

#### Weitere Hochadelige
- Elisabeth von Braunschweig (Holstein-Rendsburg) (1367–1404), Ehefrau von Gerhard VI. (Holstein-Rendsburg)
- Elizabeth of York (1444–1503/04), Herzogin von Suffolk, Tochter Richard Plantagenets
- Elisabeth Báthory (1560–1614), Erzsébet Nádasdy, die Blutgräfin, ungarische Gräfin
- Sophie Elisabeth von Mecklenburg (1613–1676), Tochter von Johann Albrecht II.
- Anna Elisabeth Luise von Brandenburg-Schwedt (1738–1820), Gattin des Prinzen Ferdinand von Preußen
- Elisabeth von Württemberg (1767–1790), Gemahlin des späteren Kaisers Franz II.
- Elisabeth Christine Ulrike von Braunschweig-Wolfenbüttel (1746–1840), Prinzessin von Preußen, Ehefrau des späteren Königs Friedrich Wilhelm II.
- Elisabeth von Preußen (1815–1885), durch Heirat Prinzessin von Hessen-Darmstadt
- Elisabeth Franziska Maria von Österreich (1831–1903), Prinzessin von Modena, Gattin Ferdinand Karls, dann Gattin Karl Ferdinands
- Elisabeth Amalie von Österreich (1878–1960), Gattin des Prinzen Alois von und zu Liechtenstein
- Elisabeth Petznek, Rote Erzherzogin (1883–1963), Gattin des Fürsten Otto zu Windisch-Graetz
- Elisabeth Franziska von Österreich-Toskana (1892–1930), Gattin des Georg von Waldburg zu Zeil und Trauchburg
- Elisabeth zu Dänemark (1935–2018), Prinzessin von Dänemark
- Elisabeth von Belgien (* 2001), belgische Prinzessin, Tochter von König Philippe von Belgien

#### Äbtissinnen
- Elisabeth von Schneckenburg, 1255 Äbtissin des Fraumünsterklosters in Zürich
- Elisabeth von Lichtenberg († 1320), von 1310 bis 1320 Äbtissin des Zisterzienser-Klosters Lichtenthal
- Elisabeth von Matzingen († 1340), von 1308 bis 1340 Fürstäbtissin des Fraumünsterklosters in Zürich
- Elisabeth von Künsberg (1425–1484), von 1460 bis 1484 Äbtissin des Klosters Himmelkron
- Elisabeth von Plesse († 1527), von 1504 bis 1509 Äbtissin des Kanonissenstifts Kaufungen
- Elisabeth von Weida (1460/1461–1532), Äbtissin von Gernrode
- Elisabeth von Bergh-s’Heerenberg (Elisabeth von Bergh oder Elisabeth von Berg; 1581–1614), Fürstäbtissin des Stifts Essen
- Elisabeth von der Pfalz (1618–1680), auch Elisabeth von Herford, Äbtissin des Frauenstifts Herford
- Elisabeth von Sachsen-Meiningen (1681–1766), Äbtissin des Reichsstifts von Gandersheim

### Weitere Namensträgerinnen
- Elisabeth Baume-Schneider (* 1963), Schweizer Politikerin
- Elisabeth Baumeister-Bühler (1912–2000), deutsche Bildhauerin und Medailleurin
- Elisabeth Bergner (1897–1986), österreichisch-britische Schauspielerin
- Elisabeth Blochmann (1892–1972), deutsche Pädagogin und Philosophin
- Elisabeth Bronfen (* 1958), deutsche Literaturwissenschaftlerin, Professorin für Anglistik
- Elizabeth Clarke (ca. 1565–1645), Opfer der Hexenverfolgung in England
- Elisabeth Fischer-Friedrich (* 1981), deutsche Biophysikerin
- Elisabeth Flickenschildt (1905–1977), deutsche Schauspielerin
- Élisabeth Fuchs (1866–1946), französische Pfadfinderin
- Elisabeth Gehrer (* 1942), österreichische Politikerin
- Elisabeth Görgl (* 1981), österreichische Skirennläuferin, Weltmeisterin
- Elisabeth Kappaurer (* 1994), österreichische Skirennläuferin
- Elisabeth Kopp (1936–2023), Schweizer Politikerin, erste Bundesrätin
- Elisabeth Kübler-Ross (1926–2004), schweizerisch-US-amerikanische Medizinerin und Sterbeforscherin
- Elisabeth Lanz (* 1971), österreichische Schauspielerin
- Elisabeth Lenk (1937–2022), deutsche Literaturwissenschaftlerin und Soziologin, Hochschullehrerin
- Elisabeth Lichtenberger (1925–2017), österreichische Geographin und Hochschullehrerin
- Elisabeth Löwenstein (1900–1967), deutsche Literaturwissenschaftlerin, Kunsthistorikerin und Verlegerin
- Elisabeth Merk (* 1963), deutsche Architektin und Stadtplanerin
- Elisabeth Moses (1894–1957), deutsch-amerikanische Kunsthistorikerin
- Elisabet Ney (1833–1907), deutsch-amerikanische Bildhauerin
- Elisabeth Niejahr (* 1965), deutsche Journalistin und Buchautorin
- Elisabeth Oestreich (1909–1994), deutsche Mittelstreckenläuferin
- Elisabeth Pähtz (* 1985), deutsche Schach-Großmeisterin, Jugendweltmeisterin
- Elisabeth Paté-Cornell (* 1948), US-amerikanische Ingenieurin und Risikoforscherin
- Elisabeth Reisinger (* 1996), österreichische Skirennläuferin
- Élisabeth Renaud (1846–1932), französische Feministin
- Elisabeth Rist (* 1962), Schweizer Künstlerin, siehe Pipilotti Rist
- Elisabeth Röhm (* 1973), deutsch-US-amerikanische Schauspielerin und Filmregisseurin
- Elisabeth Rosenthal (1827–1891), deutsche Lehrerin und Lyzeums-Gründerin
- Elisabeth Schwarze-Neuß (1930–2019), deutsche Archivarin und Historikerin
- Elisabeth Seitz (* 1993), deutsche Turnerin
- Elisabeth Selbert (1896–1986), eine der 4 „Mütter des Grundgesetzes“
- Elisabeth Shue (* 1963), US-amerikanische Schauspielerin, Filmproduzentin und Sängerin
- Elisabeth Stadler (* 1961), österreichische Managerin, Aufsichtsrätin
- Elisabeth Stein (* 1961), deutsche Philologin, Hochschullehrerin
- Elisabeth Straka (* 1999), österreichische Bogenschützin
- Elisabeth Svantesson (* 1967), schwedische Politikerin
- Elisabeth Tuider (1973), deutsche Erziehungswissenschaftlerin, Soziologin und Fachbuchautorin
- Elisabeth Verlooy (1933–2012), belgische Sängerin
- Elisabeth Volkmann (1936–2006), deutsche Schauspielerin

### Männlicher Vorname
- Heinrich Aloysius Maria Elisabeth Brüning (1885–1970), deutscher Politiker (Zentrum), Reichskanzler von 1930 bis 1932
- Robert Elisabeth Stolz (1880–1975), österreichischer Komponist und Dirigent

## Verwendung in der Kunst
- Bild: Mona Lisa von Leonardo da Vinci
- Buch: Elisabeth. Eine Geschichte, die nicht mit der Heirat schließt von Marie Nathusius, 1858
- Film: Elizabeth über Königin Elisabeth I. von England von 1998
- Klavierstück: Für Elise von Ludwig van Beethoven
- Lied: Wenn die Elisabeth nicht so schöne Beine hätt’, Musik von Robert Katscher
- Lied: Hör mein Lied, Elisabeth (auch Elisabethserenade)
- Lied: Sad Lisa von Cat Stevens
- Musical: Elisabeth über Kaiserin Elisabeth von Österreich-Ungarn von Michael Kunze und Sylvester Levay, uraufgeführt 1992
- Musical: Elisabeth – Die Legende einer Heiligen, über die heilige Elisabeth von Thüringen, Musical des Jahres 2007[8]
- Theater: Eliza Doolittle, Blumenmädchen, Hauptfigur des Schauspiels Pygmalion von George Bernard Shaw und des darauf basierenden Musicals My Fair Lady

## Weitere Namensgebungen

### Bauwerke
- Elisabethbrücke, Begriffsklärung zu Brücken
- Elisabethkirche, Begriffsklärung zu Kirchen
- Elisabethkloster, Begriffsklärung zu Klöstern
- Elisabethstraße, Begriffsklärung zu Straßen
- Elisabethufer (Jever), Straße in Jever
- Liesl, Spitzname des Polizeigebäudes an der Rossauer Lände in Wien, ehemals Elisabethpromenade

#### Krankenhäuser
- Elisabeth-Krankenhaus, Begriffsklärung zu Krankenhäusern

#### Schulen
- Mädchenrealschule St. Elisabeth, Friedrichshafen
- Elisabethschule (Dresden), Mädchenschule in Dresden
- Elisabethschule Marburg
- Elisabeth-Gymnasium Halle

### Ehrenzeichen
- Elisabeth-Kreuz (Rumänien), ein rumänischer Damenorden
- Elisabeth-Orden (Österreich-Ungarn), ein österreichischer Damenorden
- Elizabeth Cross, ein britischer Orden
- St. Elisabethenorden, ein bayrischer Damenorden
- Elisabeth-Theresien-Orden, ein österreichischer Orden
- Orden der heiligen Elisabeth, ein portugiesischer Orden

### Ordensbezeichnungen
- Barmherzige Schwestern von der hl. Elisabeth
- Cellitinnen zur hl. Elisabeth
- Elisabethinnen
- Kongregation der Schwestern von der hl. Elisabeth

### Ortsnamen
- Elisabethfehn, Ortsteil der Gemeinde Barßel
- Elisabethgroden, Ortsteil der Gemeinde Wangerland
- Elisabeth-Vorstadt, Ortsteil der Gemeinde Salzburg, benannt nach Kaiserin Elisabeth
- Elisabethstadt als deutscher Name der rumänischen Stadt Dumbrăveni
- Elisabethstadt als deutscher Name des VII. Budapester Bezirk Erzsébetváros
- Elisabethinsel bei Komarno in der Slowakei
- Jelisawetinskaja
- Port Elizabeth, ehemaliger Name der Stadt Gqeberha in Südafrika

### Schiffsnamen
- Elisabeth (Schiff, 1815), erstes russisches Dampfschiff
- Elisabeth (Schiff, 1858), Raddampfer auf dem Traunsee
- Elisabeth (Schiff, 1869) (1868–1904), Kriegsschiff des Norddeutschen Bundes und später der Kaiserlichen Marine
- Elisabeth (Schiff, 1909), Fahrgastschiff in Neuruppin und später in Berlin
- Großherzogin Elisabeth, 1909 gebauter dreimastiger Schoner, Schulschiff der Seefahrtsschule Elsfleth
- Herzogin Elisabeth (Schiff, 1897), Expeditionsschiff der Neuguinea-Kompagnie
- Herzogin Elisabeth (Schiff, 1902), Regierungsyacht des Kaiserlichen Gouvernements Kamerun
- Queen Elizabeth (Schiff, 1915), ein Schlachtschiff der Royal Navy
- Queen Elizabeth (Schiff, 2017), ein Flugzeugträger der Royal Navy
- Kaiserin Elisabeth (Schiff, 1887), Halbsalondampfer auf dem Bodensee
- Kaiserin Elisabeth, zeitweiliger Name eines Fahrgastschiffes auf der Donau, heute Rosa Victoria
- Queen Elizabeth (Schiff, 1940), Passagierschiff der Cunard White Star Line
- Queen Elizabeth (Schiff, 2010), Passagierschiff der Cunard Line
- RMS Queen Elizabeth 2, Passagierschiff der Cunard Line
- Kaiserin Elisabeth (Schiff), Kleiner Kreuzer der österreichisch-ungarischen Marine
- Ein 1895 auf dem Rhein explodiertes Segelschiff, siehe Explosion der Elisabeth

### Sonstiges
- Elisabethenflut, mehrere Sturmfluten in den Niederlanden
- Elisabethsee, Nordrhein-Westfalen
- Zeche Elisabeth, ehemaliges Steinkohlebergwerk in Dortmund
- Villa Elisabeth, mehrere Häuser in Deutschland